# Кулик Дмитро Сергійович
Дмитро Сергійович Кулик (нар. 26 січня 2001, Чернігів, Україна) — український футболіст, нападник.

## Життєпис
У юнацьких чемпіонатах Чернігівської області та ДЮФЛУ виступав за «Юність» (Чернігів) та РВУФК (Київ).
Напередодні старту сезону 2018/19 років перейшов у «Чернігів», який виступав в аматорському чемпіонаті України. На початку 2019 року перебрався до «Зорі». У весняно-літній частині сезону 2018/19 років виступав за юнацьку команду луганців. Наступного сезону дебютував за молодіжну команду «Зорі», але продовжував грати переважно за юнацьку команду. Влітку 2020 року перебрався до «Кудрівки», за яку виступав у чемпіонаті Київської області та аматорському чемпіонаті України. Виступав також за «Кудрівку-2» в чемпіонаті Чернігівської області. Навесні 2022 року протягом нетривалого періоду часу захищав кольори «Факелу» (Липовець) у чемпіонаті Вінницької області.
25 серпня 2022 року підписав контракт з Фк «Чернігів». У футболці «городян» дебютував два дні по тому, 27 серпня 2022 року, в нічийному (1:1) домашньому поєдинку 1-го туру групи Б Першої ліги України проти томаківського «Скорука». Дмитро вийшов на поле в стартовому складі, а на 74-й хвилині його замінив Роман Вовк. Першим голом за «Чернігів» відзначився 23 жовтня 2022 року на 72-й хвилині переможного (2:1) домашнього поєдинку 9-го туру групи Б Першої ліги України проти «Гірник-Спорту». Кулик вийшов на поле в стартовому складі, а на 87-й хвилині його замінив Максим Шумило.

## Статистика виступів

### Клубна
Станом на 1 липня 2023
| Клуб              | Сезон             | Ліга               | Ліга  | Ліга | Кубок | Кубок | Єврокубки | Єврокубки | Інші  | Інші | Загалом | Загалом |
| Клуб              | Сезон             | Дивізіон           | Матчі | Голи | Матчі | Голи  | Матчі     | Голи      | Матчі | Голи | Матчі   | Голи    |
| ----------------- | ----------------- | ------------------ | ----- | ---- | ----- | ----- | --------- | --------- | ----- | ---- | ------- | ------- |
| «Чернігів»        | 2022–23           | Перша ліга України | 19    | 3    | 0     | 0     | 0         | 0         | 0     | 0    | 19      | 3       |
| Усього за кар'єру | Усього за кар'єру | Усього за кар'єру  | 19    | 3    | 0     | 0     | 0         | 0         | 0     | 0    | 19      | 3       |